# セラパラン
セラパラン(Selaparang)は、インドネシア西ヌサ・トゥンガラ州マタラムのマタラム地域にある行政区。区役所の住所は、Jl.Jenderal Sudirman, Rembiga, Mataram。

## 地理
マタラム北部に位置する。

### 地区
9つの地区で構成されている。
- ルンビガ(Rembiga)
- カラン新町(Karang Baru)
- モンジョック(Monjok)
- 西モンジョック(Monjok Barat)
- 東モンジョック(Monjok Timur)
- 西マタラム(Mataram Barat)
- ゴモン(Gomong)
- ダサン・アグン(Dasan Agung)
- ダサン・アグン新町(Dasan Agung Baru)

### 隣接自治体
マタラム
- マタラム
- アンペナン
- スカーブラ
- チャクラヌガラ

西ロンボク県
- グヌン・サリ

## 歴史
2006年8月31日にマタラム北区(Kecamatan Mataram Utara)として発足。
しかし、区名を巡って歴史家やササク人や政治家の間で論争が起こり、ゲット・アス(Get As)などの名称が提案された。マタラム市は、区名を再審議するため、2007年2月に特別議会を開催。議会での審議の結果、候補をマタラム北区、セラパラン、サンカエレン(Sangkaereng)に絞り、決定は理事会に託した。理事会での投票の結果、過半数がセラパランを選んだため、新区名はセラパランに決定した。
2011年10月1日に新空港であるロンボク国際空港がプラヤに開港したため、セラパランとアンペナンの境界にあったセラパラン空港が9月30日の営業をもって閉鎖された。2014年4月7日、操縦士養成学校、MICEのために運営が再開された

## 交通
- バス(スンギギ方面、ロンボク国際空港方面)
- タクシー
- 馬車